# Yuan Jiang
Lo Yuan Jiang (沅江S, Yuán JiāngP) o Yuan Shui (沅水S, Yuán ShuǐP), affluente navigabile dello Yangtze, è il secondo fiume più grande della provincia cinese di Hunan dopo lo Xiang Jiang e il settimo affluente per lunghezza dello Yangtze.
Lo Yuan Jiang ha la sua sorgente nella provincia di Guizhou e sfocia nel lago Dongting, nello Hunan settentrionale, attraversato il quale confluisce nello Yangtze. Ha una lunghezza totale di 1033 chilometri, 568 dei quali nello Hunan; il bacino idrografico copre una superficie di 89163 chilometri quadrati, la portata media è di 2158 m³/s.